# Kabinett Nordlund III

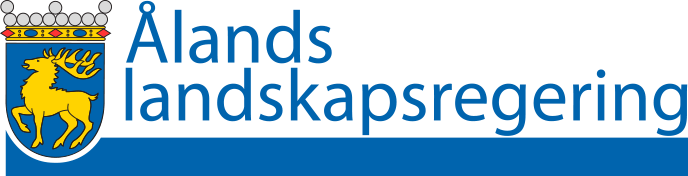
Logo der Åländischen Landschaftsregierung.

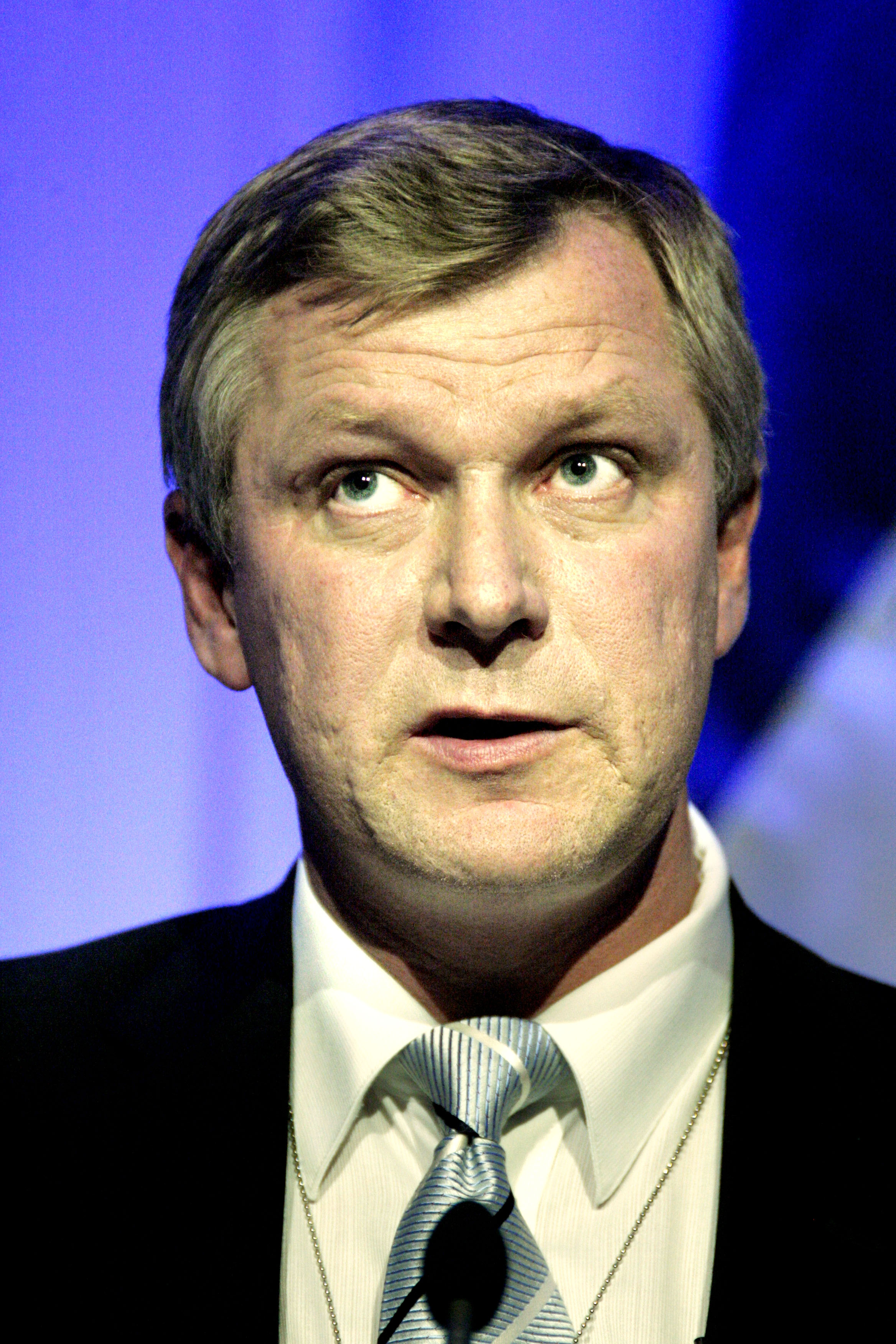
Roger Nordlund war von 1999 bis 2007 Lantråd von Åland.

Das Kabinett Nordlund III war von 2003 bis 2005 die Landschaftsregierung von Åland, eine mit weitgehender politischer Autonomie ausgestattete Landschaft Finnlands.
Die Regierung wurde am 26. November 2003 vom Lantråd von Åland Roger Nordlund vom Åländischen Zentrums C (Åländsk Center) gebildet und löste das Kabinett Nordlund II ab. Das dritte Kabinett Nordlund, dem neben dem Åländischen Zentrum auch Vertreter der Liberalen auf Åland LIB (Liberalerna på Åland), der Freisinnigen Zusammenarbeit FS (Frisinnad Samverkan) und der Ungebundenen Sammlung auf Åland ObS (Obunden Samling) angehörten, blieb bis zum 5. Januar 2005 im Amt und wurde daraufhin vom Kabinett Nordlund IV abgelöst.
Bei der Parlamentswahl am 19. Oktober 2003 wurde das C unter Lantråd Roger Nordlund mit 24,1 Prozent (7 Sitze) und die LIB von der Vorsitzenden Viveka Eriksson mit 24,1 Prozent (7 Mandate) gleichstark die größten Fraktionen. Daneben waren Ålands Sozialdemokraten ÅSD (Ålands socialdemokrater) von Barbro Sundback mit 19 Prozent (6 Sitze), die FS unter Johan Ehn mit 13,6 Prozent (4 Mandate), die ObS von Gun-Mari Lindholm mit 9,4 Prozent (3 Sitze), Ålands Zukunft ÅF unter Anders Eriksson mit 6,5 Prozent (2 Mandate) und Ålands Fortschrittsgruppe ÅFG (Ålands Framstegsgrupp) von Ronald Boman mit 3,4 (1 Sitz) in der Lagting vertreten. Dem daraufhin gebildeten Kabinett Nordlund III gehörten nunmehr Mitglieder von C, LIB, FS und ObS an, die im Parlament 21 Abgeordnete stellten.
Nachdem die bisherigen Koalitionspartner LIB und ObS am 5. Januar 2003 aus der Regierung ausgetreten waren, bildete Nordlund sein viertes Kabinett aus Vertretern seines C und der FS sowie ÅSD mit insgesamt 17 Sitzen in der 30-köpfigen Lagting. Ab dem 1. Juni 2004 hieß das Kabinett offiziell Landschaftsregierung (Landskapsregering) und löste den bisherigen Namen Landschaftsvorstand (Landskapsstyrelse) ab.

## Mitglieder des Kabinetts
Der Regierung gehörten folgende Politiker an:
| Amt                 | Amtsinhaber       | Partei | Partei | Beginn der Amtszeit | Ende der Amtszeit |
| ------------------- | ----------------- | ------ | ------ | ------------------- | ----------------- |
| Lantråd             | Roger Nordlund    |        | C      | 26. November 2003   | 5. Januar 2005    |
| Vicelantråd         | Jörgen Strand     |        | FS     | 26. November 2003   | 5. Januar 2005    |
| Soziales und Umwelt | Gun-Mari Lindholm |        | ObS    | 26. November 2003   | 5. Januar 2005    |
| Verkehr und Polizei | Tuula Mattsson    |        | LIB    | 26. November 2003   | 5. Januar 2005    |
| Industrie           | Kerstin Alm       |        | C      | 26. November 2003   | 5. Januar 2005    |
| Bildung und Kultur  | Lars Selander     |        | LIB    | 26. November 2003   | 5. Januar 2005    |